# Джейсон ван Дейвен
Джейсон ван Дейвен (нід. Jason van Duiven, нар. 24 лютого 2005, Алмело, Нідерланди) — нідерландський футболіст, нападник бельгійського клубу «Ломмель».

## Ігрова кар'єра

### Клубна
Грати у футбол Джейсон ван Дуйвен почав в своєму рідному місті Алмело в місцевих командах. У 2015 році разом зі своїм молодшим братом Робіном Джейсон приєднався до молодіжної команди «Твенте».
Також разом з братом у 2018 році Джейсон перейшов до ПСВ. Вже у віці 15 - ти років у 2020 році Джейсон підписав з клубом професійний контракт. В серпні 2022 року Джейсон почав свої виступи в дублюючому складі Йонг ПСВ в другому дивізіоні. Другу половину сезону 2023/24 нападник провів в оренді в клубі вищого дивізіону «Алмере Сіті».
В серпні 2024 року ван Дуйвен перейшов до клубу бельгійського другого дивізіону «Ломмель», з яким підписав п'ятирічний контракт.

### Збірна
У 2022 році в складі юнацької збірної Нідерландів (U-17) Джейсон ван Дуйвен став срібним призером юнацького чемпіонату Європи в Ізраїлі.

## Титули
Нідерланди (U-17)
 Віце - чемпіон Європи: 2022